# Comté de Koorda
Le Comté de Koorda est une zone d'administration locale à l'est de l'Australie-Occidentale en Australie. Le comté est situé à environ 240 kilomètres au nord-est de Perth, la capitale de l'État.
Le centre administratif du comté est la ville de Koorda.
Le comté est divisé en un certain nombre de localités :
- Koorda
- Badgerin Rock
- Mollerin
- Newcarlbeon

Le comté a 8 conseillers locaux et est divisé en 4 circonscriptions.